# Mergins
Els mergins (Merginae) són una de les subfamílies que constitueixen la família dels anàtids (Anatidae). Alternativament són considerats la tribu Mergini dins la subfamília dels anatins (Anatinae). El grup està format pels coneguts com ànecs marins i els bec de serra.

## Descripció
Són un grup molt poc homogeni, tant en aspecte com en comportament.
Molts d'ells són voluminosos i de constitució pesada i s'envolen després d'una laboriosa carrera. Tenen a més un vol molt pesat. Altres espècies són molt més petites i àgils.
Gairebé totes les espècies presenten dimorfisme sexual, tenint els mascles colors negres o contrastats blanc i negre o colors iridescents.

## Hàbitat i distribució
La majoria d'ells són essencialment marins, fora de la temporada de cria. Moltes espècies han desenvolupat glàndules especialitzades en l'eliminació de la sal, el que les permet tolerar l'aigua marina. Aquestes glàndules no estan desenvolupades en les joves. Altres membres de la subfamília prefereixen l'hàbitat fluvial.
Excepte dues espècies del grup, la resta viuen en latituds septentrionals.

## Alimentació
Un grup d'espècies de la subfamília (els bec de serra) són piscívors i disposen d'un bec estret i serrat, perfectament adaptat a la captura dels peixos. Altres mengen mol·luscs i crustacis del fons de la mar.

## Sistemàtica
Estudis genètics realitzats els darrers anys han propiciat la consideració d'aquest grup com una tribu (Mergini) dins els anàtids. La classificació del Congrés Ornitològic Internacional (versió 2.7, 2011) contempla 9 gèneres amb 20 espècies vives:
- Gènere Polysticta, amb una espècie
  - Èider de Steller (Polysticta stelleri).
- Gènere Somateria, amb 3 espècies
  - Èider comú (Somateria mollissima).
  - Èider d'ulleres (Somateria fischeri).
  - Èider reial (Somateria spectabilis).
- Gènere Histrionicus, amb una espècie
  - Ànec arlequí (Histrionicus histrionicus).
- Gènere Camptorhynchus, amb una espècie extinta
  - Ànec del Labrador (Camptorhynchus labradorius).
- Gènere Melanitta, amb 6 espècies
  - Ànec negre comú (Melanitta nigra).
  - Ànec negre americà (Melanitta americana).
  - Ànec fosc eurasiàtic (Melanitta fusca).
  - Ànec fosc americà (Melanitta deglandi).
  - Ànec negre frontblanc (Melanitta perspicillata).
  - Ànec fosc siberià (Melanitta stejnegeri).
- Gènere Clangula, amb una espècie
  - Ànec glacial (Clangula hyemalis).
- Gènere Bucephala, amb 3 espècies
  - Morell d'ulls grocs (Bucephala clangula).
  - Morell d'Islàndia (Bucephala islandica).
  - Morell capblanc (Bucephala albeola).
- Gènere Mergellus, amb una espècie
  - Bec de serra petit (Mergellus albellus).
- Gènere Lophodytes, amb una espècie
  - Bec de serra coronat (Lophodytes cucullatus).
- Gènere Mergus, amb 5 espècies, una d'elles extinta
  - Bec de serra sud-americà (Mergus octosetaceus).
  - Bec de serra d'Auckland (Mergus australis).
  - Bec de serra mitjà (Mergus serrator).
  - Bec de serra gros (Mergus merganser).
  - Bec de serra de la Xina (Mergus squamatus).